# Ryżak mrówkożer
Ryżak mrówkożer (Gyrohypnus atratus) – gatunek chrząszcza z rodziny kusakowatych i podrodziny kusaków. Zamieszkuje zachód palearktycznej Eurazji.

## Taksonomia
Gatunek ten opisany został po raz pierwszy w 1839 roku przez Oswalda Heera pod nazwą Xantholinus atratus. Jako miejsce typowe wskazano Bazyleę.

## Morfologia

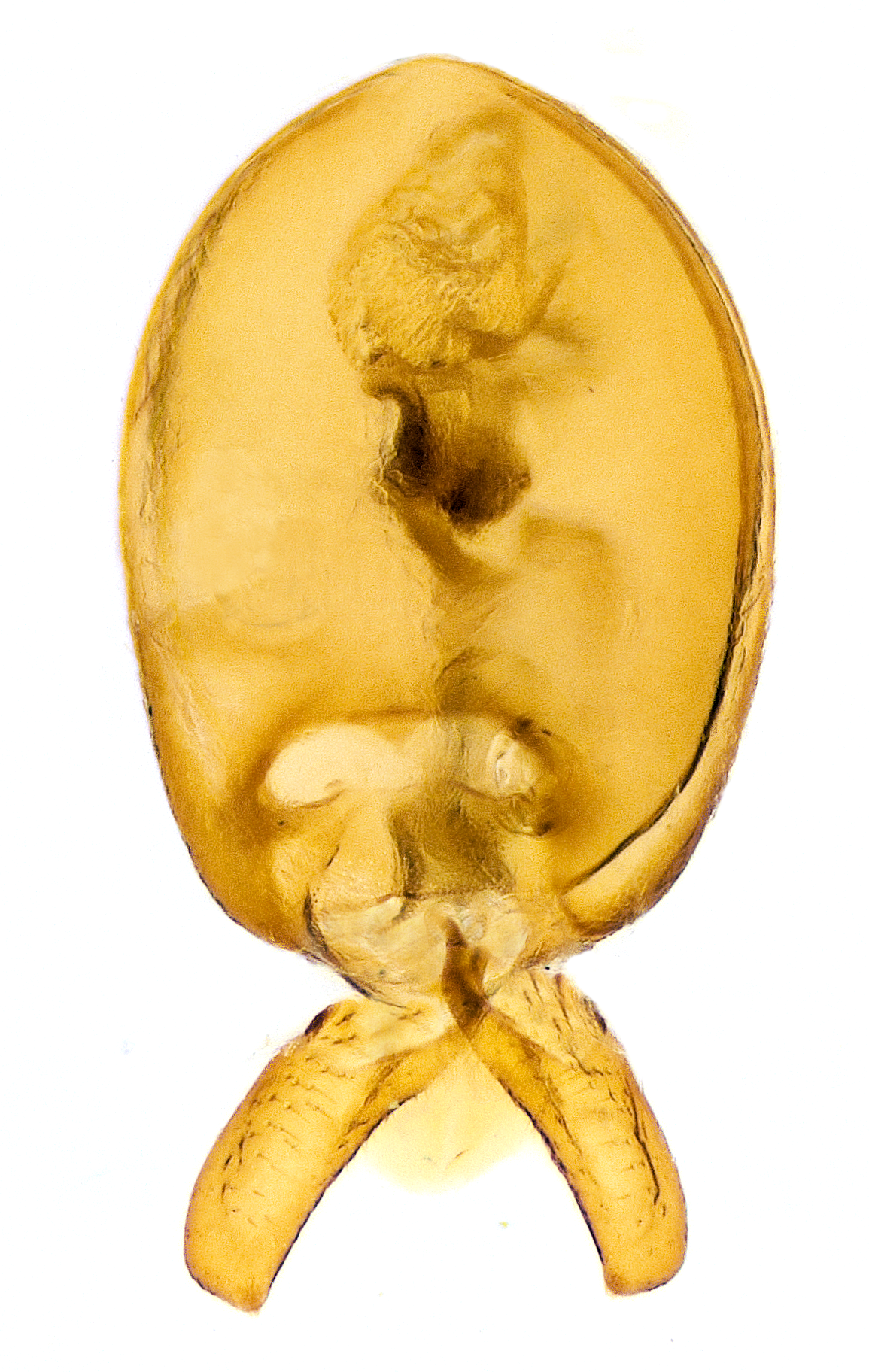
Edeagus

Chrząszcz o wydłużonym, wąskim ciele długości od 5,5 do 6 mm. Głowa jest czarna, o nieobecnej lub słabo zaznaczonej mikrorzeźbie, najszersza przed ząbkowatym zakończeniem błyszczących i niezbyt szorstko punktowanych skroni. W tyle głowy szwy gularne łączą się w podwójną linię. Przedplecze jest czarnobrunatne, o nieobecnej lub szczątkowej mikrorzeźbie, zaopatrzone w grzbietowe szeregi liczące po około sześć punktów. Pokrywy są brunatne. Barwa odnóży jest żółtobrunatna. Odwłok jest czarnobrunatny z żółtobrunatnymi rozjaśnieniami tylnych krawędzi tergitów.

## Ekologia i występowanie
Owad ten jest synechtrem i myrmekofagiem. Postacie dorosłe i larwy tego ryżaka bytują w głębszych warstwach mrowisk, gdzie polują na młodociane stadia rozwojowe mrówek z gatunków mrówka łąkowa, mrówka rudnica, mrówka północna i kartonówka zwyczajna.
Gatunek palearktyczny. Znany jest z Wielkiej Brytanii, Francji, Belgii, Holandii, Niemiec, Szwajcarii, Austrii, Włoch, Danii, Szwecji, Norwegii, Finlandii, Estonii, Litwy, Polski, Czech, Słowacji, Węgier, Ukrainy, Rumunii, Chorwacji, Rosji i Kazachstanu. Na „Czerwonej liście gatunków zagrożonych Republiki Czeskiej” umieszczony jest jako gatunek bliski zagrożenia wymarciem (NT).